# Saint Michel-Preference Home-Auber93 (vrouwenwielerploeg)/2025
Deze pagina geeft een overzicht van de wielerploeg St Michel-Preference Home-Auber93 in 2025.

## Algemeen
Algemeen manager: Stéphan Gaudry
Ploegleiders: Roxane Fournier
Fietsmerk:

## Renners

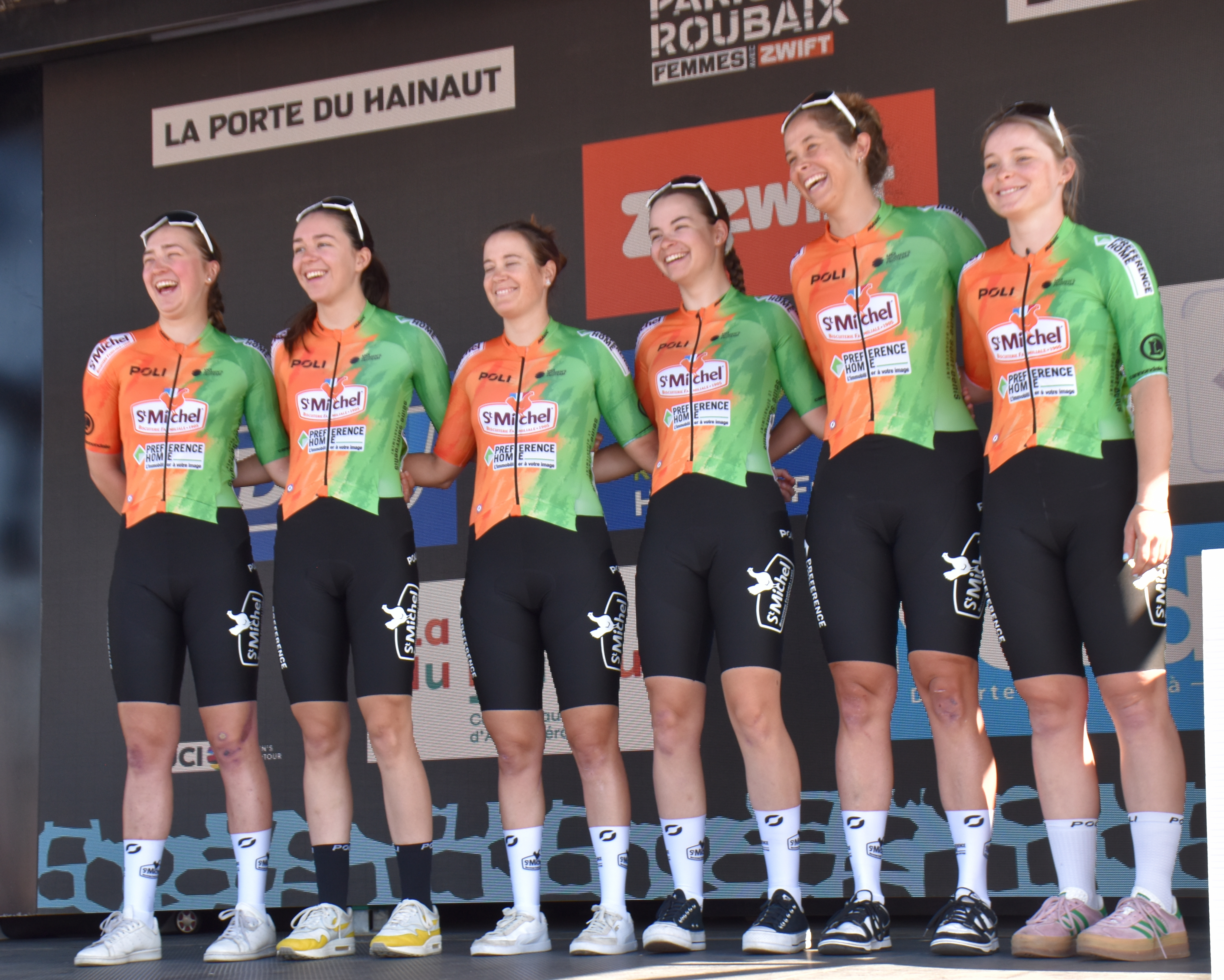
Het team in Parijs-Roubaix 2025.

| Naam             | Geboortedatum | Nationaliteit | Ploeg 2024                        |
| ---------------- | ------------- | ------------- | --------------------------------- |
| Alison Avoine    | 5-01-2000     | Frankrijk     |                                   |
| Clémence Chereau | 7-10-2005     | Frankrijk     | Lanester Women Morbihan           |
| Séverine Eraud   | 24-02-1995    | Frankrijk     | Cofidis                           |
| Lucie Fityus     | 19-11-2000    | Australië     | ARA-Skip Capital                  |
| Alicia González  | 27-05-1995    | Spanje        | Lifeplus Wahoo                    |
| Emilie Morier**  | 21-03-1997    | Frankrijk     | -                                 |
| Adèle Normand    | 5-01-2002     | Canada        | Eneicat-CMTeam                    |
| Coline Raby      | 24-04-2003    | Frankrijk     | Team Elles-Groupama-Pays de Loire |
| Elyne Roussel    | 5-12-2005     | Frankrijk     |                                   |
| Ella Simpson*    | 30-12-2002    | Australië     | ARA-Skip Capital                  |
| Ségolène Thomas  | 17-12-1998    | Frankrijk     | Team Komugi-Grand Est             |
| Emily Watts      | 26-11-2000    | Australië     | Chevalmeire                       |

* tot 22 juni
** vanaf 1 julli

### Vertrokken
| Naam              | Geboortedatum | Nationaliteit | Ploeg 2025                 |
| ----------------- | ------------- | ------------- | -------------------------- |
| Marion Borras     | 24-11-1997    | Frankrijk     | Cofidis                    |
| Marion Bunel      | 7-10-2004     | Frankrijk     | Team Visma-Lease a Bike    |
| Camille Fahy      | 7-07-2003     | Frankrijk     | Winspace Orange Seal       |
| Roxane Fournier   | 7-11-1991     | Frankrijk     | Gestopt                    |
| Victorie Guilman  | 25-03-1996    | Frankrijk     | Cofidis                    |
| Célia Le Mouel    | 20-07-2000    | Frankrijk     | CERATIZIT Pro Cycling Team |
| Dilyxine Miermont | 16-05-2000    | Frankrijk     | CERATIZIT Pro Cycling Team |
| Margot Pompanon   | 20-04-1997    | Frankrijk     | Gestopt                    |

## Overwinningen
|  |  |  |

Arkéa-B&B Hotels · Cofidis · EF-Oatly-Cannondale · Laboral Kutxa-Fundación Euskadi · Saint Michel-Preference Home-Auber93 · VolkerWessels · Winspace Orange Seal